# Макрум

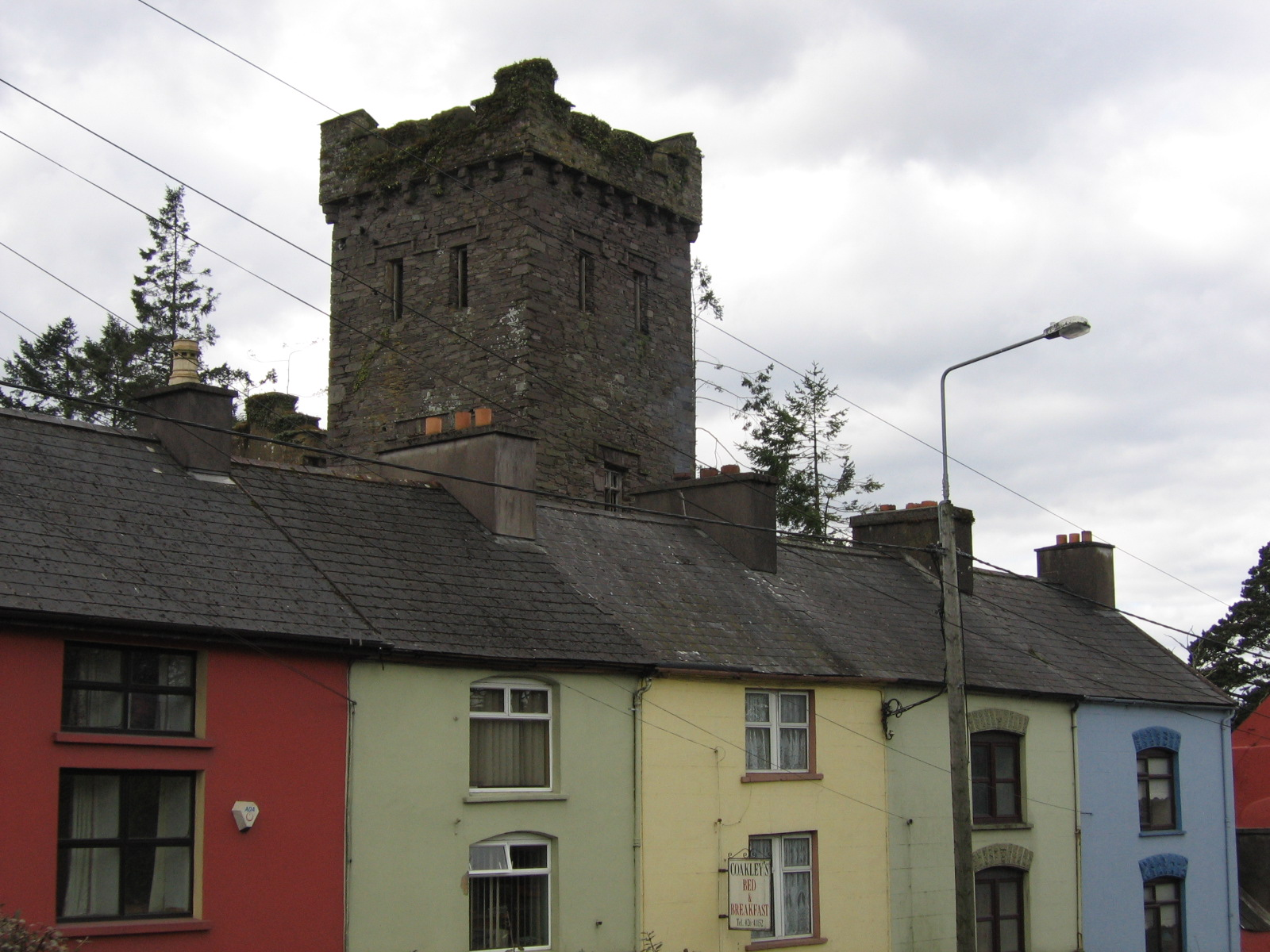
Замкова вулиця

Макрум (англ. Macroom; ірл. Maigh Chromtha (Майх Хромха), «Крива Рівнина» або «Місце зустрічі послідовників бога Крома») — торгове (мале) місто в Ірландії, знаходиться в графстві Корк (провінція Манстер).
Цей район був колись місцем зустрічі друїдів королівства Манстер (Муму) , перша згадка сягає  VI століття (коли місто було відоме як Achad Dorbchon). в Х столітті в цих місцях пройшла велика битва за участі Бріана Бору. Згідно з приказкою, це місто не виплекало у собі жодного дурня (англ. the town that never reared a fool). В XIV столітті місто стало місцевою столицею, що призвело до зросту ремесла та торгівлі. До середини XVII століття англійські сім'ї володіли приблизно третьою частиною міста.
У Макрумі народився батько Вільяма Пенна. Замок Макрум піддавався спаленню п'ять раз, останній із них був 18 серпня 1922 року у зв'язку з Війною за незалежність.
Місцева залізнична станція була відкрита 12 травня 1866 року, закрита для пасажирів 1 липня 1935 року, закрита для товароперевезень 10 березня 1947 року і остаточно закрита 1 грудня 1953 року.
На прилеглих до міста землях збереглося безліч стоячих каменів, дольменів і кам'яних кругів.

## Демографія
Населення — 3553 людини (за переписом 2006 року). У 2002 році населення становило 2985 осіб. При цьому, населення всередині міської межі (legal area) було 3407, населення передмість (environs) — 146.
Дані перепису 2006 року:
| Спільні демографічні показники |               |                           |                           |      |      |
| Все населення                  | Все населення | Зміни населення 2002—2006 | Зміни населення 2002—2006 | 2006 | 2006 |
| 2002                           | 2006          | люд.                      | %                         | чол. | жін. |
| 2985                           | 3553          | 568                       | 19,0                      | 1744 | 1809 |

У нижче наведених таблицях сума всіх відповідей (стовпець «сума»), як правило, менші спільного населення населеного пункту (стовпець «2006»).
| Релігія (Тема 2 — 5 : Число людей по релігіям, 2006) |             |              |             |            |      |      |
| Католики, чол.                                       | Католики, % | Інша релігія | Без релігії | не вказано | сума | 2006 |
| 3258                                                 | 91,7        | 116          | 138         | 41         | 3553 | 3553 |

| Етно-расовий склад (Етнічність. Тема 2 — 3 : Постійне населення по етнічному або культурному походженню, 2006) |            |           |                          |        |      |            |      |       |
| Білі ірландці                                                                                                  | Лухт-шулта | Інші білі | Негри або чорні ірландці | Азійці | Інші | Не вказано | сума | 2006  |
| 2962 | 3          | 421       | 3                        | 25     | 21   | 40         | 3475 | 3553  |
| Частка від усіх хто відповів на питання, %                                                                     |            |           |                          |        |      |            |      |       |
| 85,2 | 0,1        | 12,1      | 0,1                      | 0,7    | 0,6  | 1,2        | 100  | 97,81 |

1 — Частка тих, хто відповів

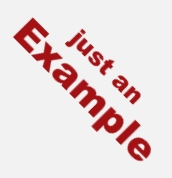
Опис1
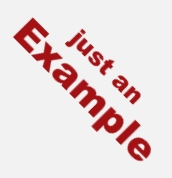
Опис2

```
на питання про мову від усього населення.
```

| Володіння ірландською мовою (Тема 3 — 1 : Число людей, від 3 років і старше по частоті використання ірландської мови, 2006) |      |            |      |       |
| Володієте Ви ірландською мовою?                                                                                             |      |            |      |       |
| Так | Ні   | Не вказано | сума | 2006  |
| 1406 | 1939 | 64         | 3409 | 3553  |
| Частка від всіх, хто відповів на запитання про мову, %                                                                      |      |            |      |       |
| 41,2 | 56,9 | 1,9        | 100  | 95,91 |

1 — Частка тих, хто відповів на запитання про мову від усього населення.
| Використання ірландської мови (Тема 3 — 2 : Число людей, від 3 років і старше по частоті використання ірландської мови, 2006) |                                                 |                                            |                                            |                                            |                                            |                                            |      |                                               |      |
| Як часто і де Ви говорите по-ірландськи?                                                                                      |                                                 |                                            |                                            |                                            |                                            |                                            |      |                                               |      |
| щодня, тільки в освітніх установах                                                                                            | щодня, як у освітніх установах, так і поза ними | в інших місцях (поза освітніми установами) | в інших місцях (поза освітніми установами) | в інших місцях (поза освітніми установами) | в інших місцях (поза освітніми установами) | в інших місцях (поза освітніми установами) | сума | усього, тих, хто відповів на питання про мову | 2006 |
| щодня, тільки в освітніх установах                                                                                            | щодня, як у освітніх установах, так і поза ними | щодня                                      | що тижня                                   | рідко                                      | ніколи                                     | не вказано                                 | сума | усього, тих, хто відповів на питання про мову | 2006 |
| 309 | 22                                              | 35                                         | 99                                         | 581                                        | 339                                        | 21                                         | 1406 | 3409                                          | 3553 |
| Частка тих, хто відповів на запитання про мову від усього населення, %                                                        |                                                 |                                            |                                            |                                            |                                            |                                            |      |                                               |      |
| 9,1 | 0,6                                             | 1,0                                        | 2,9                                        | 17,0                                       | 9,9                                        | 0,6                                        | 41,2 | 100                                           |      |

| Типи приватних осель (Тема 6 — 1(a) : Число приватних домоволодінь по типу розміщення, 2006) |          |         |                   |            |      |      |
| Окремий будинок                                                                              | Квартира | Кімната | Переносні будинки | не вказано | сума | 2006 |
| 1161                                                                                         | 92       | 13      | 0                 | 19         | 1285 | 3553 |